# Ministerie van het Presidentschap

Logo van het ministerie van het Presidentschap

Het ministerie van het Presidentschap (Spaans: Ministerio de la Presidencia) is een Spaans ministerie dat de premier van Spanje moet bijstaan in zijn of haar functioneren. Het ministerie is nog het best vergelijkbaar met het Nederlandse ministerie van Algemene Zaken, hoewel in Spanje de minister van het Presidentschap altijd een andere persoon is dan de premier (terwijl deze functies in Nederland door dezelfde persoon uit worden gevoerd).
De huidige minister van het Presidentschap is Carmen Calvo Poyato.

## Taken
- alles wat de premier toevertrouwt
- voorzitterschap van de raad van Staatssecretarissen en de ondersecretarissen
- secretariaat van de ministerraad

Tijdens de twaalfde, dertiende en vertiende legislatuurperiodes is het ministerie gecombineerd met het ministerie van relaties met de Cortes, het parlement, en achtereenvolgens ook met het ministerie van gelijkheid (12e en 13e legislatuur) en democratisch geheugen. Carmen Calvo, de minister van presidentschap gedurende die periode, is tevens viceminister-president.  

## Afhankelijke organen
- Boletín Oficial del Estado, de staatskrant
- Centrum voor Sociologisch Onderzoek
- Centrum voor politieke en constitutionele studies
- het nationale erfgoed (Patrimonio Nacional)

## Voormalige ministers van het Presidentschap
Tijdens de dictatuur van Franco werd deze functie door Luis Carrero Blanco uitgevoerd. Hij is in naam de 'ondersecretaris van het presidentschap' (subsecretario de la presidencia) en bekleedt deze functie van 1951 tot 1967.
Als in 1973 Franco door zijn hoge leeftijd het land niet meer kan besturen wijst hij Carrera Blanco aan als eerste minister, die vervolgens omkomt in een aanslag georganiseerd door de ETA. Eind 1973 wordt dan Carlos Arias Navarro aangesteld als eerste minister, die op zijn beurt van 1973 tot 1974 José María Gamazo aanwijst als ondersecretaris van het Presidentschap, en van 1974 tot de dood van Franco in 1975 Antonio Carro als minister van het Presidentschap. Vrij kort op de dood van Franco wordt een overgangsregering geïnstalleerd, nog altijd onder Arias Navarro, met als missie de democratie te vestigen in Spanje. Hieronder een overzicht van de ministers van het Presidentschap vanaf dat moment.
| minister van het Presidentschap | van  | tot   | regerend premier             | partij |
| --- | ---- | ----- | ---------------------------- | ------ |
| Alfonso Osorio | 1975 | 1977  | Carlos Arias Navarro         |        |
| José Manuel Otero | 1977 | 1979  | Adolfo Suárez                | UCD    |
| José Pedro Pérez-Llorca | 1979 | 1980  | Adolfo Suárez                | UCD    |
| Rafael Arias-Salgado | 1980 | 1981  | Adolfo Suárez                | UCD    |
| Pío Cabanillas | 1981 | 1981  | Leopoldo Calvo-Sotelo        | UCD    |
| Matías Rodríguez Inciarte | 1981 | 1982  | Leopoldo Calvo-Sotelo        | UCD    |
| Javier Moscoso | 1982 | 1986  | Felipe González              | PSOE   |
| Virgilio Zapatero 86-89: Ministerie van relaties met de Cortes en regeringssecretariaat 89-93: Ministerie van relatie met de Cortes | 1986 | 1993  | Felipe González              | PSOE   |
| Alfredo Pérez Rubalcaba | 1995 | 1996  | Felipe González              | PSOE   |
| Francisco Álvarez-Cascos | 1996 | 2000  | José María Aznar             | PP     |
| Mariano Rajoy | 2000 | 2001  | José María Aznar             | PP     |
| Juan José Lucas | 2001 | 2002  | José María Aznar             | PP     |
| Mariano Rajoy | 2002 | 2003  | José María Aznar             | PP     |
| Javier Arenas | 2003 | 2004  | José María Aznar             | PP     |
| María Teresa Fernández de la Vega                                                                                                   | 2004 | 2010  | José Luis Rodríguez Zapatero | PSOE   |
| Ramón Jáuregui | 2010 | 2011  | José Luis Rodríguez Zapatero | PSOE   |
| Soraya Sáenz de Santamaría | 2011 | 2018  | Mariano Rajoy                | PP     |
| Carmen Calvo Poyato | 2018 | heden | Pedro Sánchez                | PSOE   |